# اضطراب القلق الاجتماعي
اضطراب القلق الاجتماعي(SAD) (أو الرهاب الاجتماعي) هو نوع من الاضطرابات التي تحدث للفرد عندما يتعرض للحديث لأول مرة أو حتى بعد فترة من معرفة اشخاص جدد لا يعرفهم فيشعر بالخوف والتوتر الزائدين، وفي المواقف التي يشعر فيها الشخص أنه تحت المجهر أو داخل حلقة التركيز وأن الكل ينظر إليه، فيخاف أن يظهر عليه الخجل أو الخوف أو أن يخطئ أو يتلعثم مما يؤدي به للارتجاف والخفقان وضيق التنفس وجفاف الحلق والتعرق... الخ.
عندما تحدث هذه الأعراض في موقف ما فإن المرء يخاف ويتجنب المشاركة في المواقف الاجتماعية أو الدخول في مناقشات... الخ، مما يزيد من مخاوفه ويضعف ثقته بنفسه، فيجعله سلبيا وعرضة لهذه المشاعر في المستقبل مما يزيد الحالة سوءاً وتعقيداً.
يبدأ هذا الاضطراب مبكراً في سن الطفولة أو بداية المراهقة حيث تبدأ معظم الحالات في الظهور عند سن الخامسة عشرة تقريباً. وقد وجدت دراسات مختلفة أن هناك مرحلتين يكثر فيهما ظهور هذا الاضطراب: ما قبل المدرسة على شكل خوف من الغرباء، ومرة أخرى بين 12-17 سنة على شكل مخاوف من النقد والتقويم الاجتماعي، وتظهر بشكل ملحوظ في سلوك الإناث أكثر من سلوك الذكور، وتندر الإصابة به بعد الخامسة والعشرين من العمر.
وبالرغم من أن الإصابة بالرهاب الاجتماعي تحدث في هذه المراحل المبكرة إلا أنه يعتبر أيضاً من الاضطرابات النفسية المزمنة التي قد تستمر عشرات السنين والتي تؤثر بصورة سلبية على حياة الشخص اليومية، الاجتماعية والعملية. ومع ذلك فإن المصابين بالرهاب الاجتماعي حتى مع علمهم بهذه الحالة قد يتأخرون في طلب العلاج سنين عديدة، إما بسبب خجلهم من الحالة نفسها أو خوفاً من مواجهتها والاعتراف بوجودها.

## المضاعفات المحتملة
لا شك أنه خلال هذه السنين من المعاناة والألم النفسي فإن المريض بالرهاب الاجتماعي يتعرض لسلسلة من المشكلات والخسائر الاجتماعية والمادية والمهنية والصحية بسبب خوفه من التقدم وإثبات ذاته أمام الجميع.
وعلى سبيل المثال لا الحصر فإن 80% من مرضى الرهاب الاجتماعي يعانون من أمراض نفسية أخرى من أبرزها: القلق والفزع ورهاب الساحة (45%)، أنواع أخرى من الرهاب والمخاوف (59%)، استخدام الكحول (19%)، الاكتئاب النفسي (17%). وفي كل الحالات فإن حدوث الرهاب الاجتماعي يسبق وجود هذه الاضطرابات مما قد يوحي بوجود علاقة سببية بينها.

## الخلاصة
الرهاب الاجتماعي مرض نفسي منتشر ويجهله كثير من الناس حتى المصابين به أو معرفتهم مع عدم الاعتراف به، مما يسبب لهم الألم والمعاناة والخسائر على عدد من الأصعدة.
ويعتبر من أكثر الاضطرابات النفسية شيوعاً في مجتمعنا ويبدو الرهاب الاجتماعي في النساء، بشكل أوضح منه في الرجال، يرجع ذلك إلى التقاليد أو الحماية الزائدة عن الحد والتي تكون البذرة الأولى للرهاب الاجتماعي. القسوة على الطفل تفقده فطرته وهي الفضول وحب الاستطلاع، وتجعله يميل إلى الخوف والإحجام وتفادي النقد والإحساس بالضعف. أما الحماية الزائدة والحنان المفرط فيحرمان الطفل في طفولته من فرصة تأكيد ذاته مع أقرانه بالاحتجاج اللفظي أو العملي وبالتالي يظهر الرهاب الاجتماعي في البداية مع الطفل ويستمر في الزيادة ما لم يُعَالَج.

## العلاج
علاج هذه الحالة لدى الطبيب النفسي على شكل أدوية مضادة للمخاوف وهي على العكس مما يعتقد البعض تعتبر عديمة المخاطر والمضاعفات ولا تؤدي إلى الإدمان أو التعود.
كذلك لا غنى في العلاج عن جلسات العلاج النفسي التي تعتمد على الاسترخاء والمواجهة المتدرجة وتأكيد الذات وبناء الثقة بالنفس ويدعى ذلك العلاج السلوكي المعرفي، بجانب ذلك فإن البيئة التي تحيط بالفرد تساعده كثيرا على التخلص من هذا المرض، فللبيئة عامل نفسي كبير وفعال وأيضا الدعم المعنوي من الأفراد المقربين من مريض الرهاب الاجتماعي يسانده على تخطي هذه المرحلة.

### أسباب الرهاب الاجتماعي
تعد التربية أو التنشئة الخاطئة للفرد خاصة في المجتمعات التي يسودها التحفظ أو تطغى عليها الأبوية والتسلط والبيئة التي ترفض إبداء الرأي والتعبير عنه، فينشأ الفرد وهو يراقب كل حركاته وسكناته، فهذه نتيجة حتمية للتخويف من الناس ومن المجتمع «حذار أن يراك الناس»، «ماذا يقول الناس عنك» فلا يتصرف بكامل الحرية ويشعر دائما بالخوف ولا تكون له الإرادة المطلقة في هذا التصرف ولكن يبقى يراقب أعين المجتمع باستمرار وهكذا ينشأ مرض الرهاب الاجتماعي لدى الفرد، إضافة إلى ذلك فقد يتعرض الفرد إلى التعنيف اللفظي والجسدي المبالغ فيه سواء داخل الأسرة أو في المجتمع، كما في المدرسة مما يزيد الأمر تعقيدا، ومن أهم العناصر التي يهملها الآباء أثناء عملية التربية هي العمل على زرع الثقة في نفوس أبنائهم والعكس فلربما وجدنا بعض الآباء والأمهات يسخرون من أولادهم ويذكرونهم بقبائحهم باستمرار- الجسدية منها والمعنوية - فتجد الأب يقول لابنه: «أنت كسول، أنت جبان أنت غبي» وتقول الأم لابنها أو لابنتها «أنت قبيحة الوجه» «أنت أسنانك كذا... أو أنفك... أو..» دون مراعاة للمشاعر البريئة خاصة في فترة الطفولة وخلال العشر السنوات الأولى من العمر وخلال سنين المراهقة، وينشأ عن هذا نوع من الخجل المبالغ فيه خاصة أمام الناس بمعنى أن يصير الفرد ينظر إلى نفسه نظرة دونية ومن هنا يبدأ الداء أيضا، ومن مضاعفات ذلك أن ينشأ قلق تنطبع به شخصية الفرد دون معرفة أي سبب له ثم يولد ذلك حب الفرد للعزلة والانطواء على النفس ويدخل الفرد في صراع مع نفسه لا يدري له أي مبرر......
أعراض الرهاب الاجتماعي وبعض تأثيراته على الحياة السليمة للفرد
أحب هنا أن أركز على بعض الأعراض غير المعروفة لدى كثير من الناس لأن أعراض الرهاب كثيرة ومنها:
- إضافة إلى الخجل والخوف من الناس وخاصة التجمعات لأكثر من شخصين والانطواء والكآبة المستمرة والملل الدائم والقلق والوساوس والشرود والهم الدائمين والنحافة الجسدية عند أكثر المصابين بالرهاب هناك أيضا:
- النظر بتوجس وريب إلى الناس
- النظر إلى الأشخاص دائما يكون حاداً
- التعامل بطريقة محدودة مع الناس والمجتمع في العلاقات الاجتماعية حتى الضرورية منها
- المصاب بالرهاب غالبا يخاف من التعبير عن رأيه وهو شديد المداراة للناس (هذا ناتج عن عدم ثقته بنفسه وأيضا الخوف من محاسبة الناس له)
- تصرفات المصاب بالرهاب تتسم بالتناقض فهو يحب ويكره في نفس الوقت مثلا...
- مع مرور الوقت تضعف الذاكرة وينحل الجسد
- ومن أعراض الرهاب الاجتماعي الجسدية بالإضافة إلى النحافة هناك تسارع للنبض، الشعور بالغثيان أحيانا خاصة أمام الجمهور، في الحفلات والمناسبات أو الأسواق... إضافة إلى فقدان الشهية، وكل هذا يرجع إلى خلل في الجهاز العصبي المركزي الذي برمجة صاحب المرض على ذلك بمرور الوقت '.
- يشعر المريض بالندم دائما نتيجة تصرفاته فهو شديد المراقبة لها مع الناس ويقول دائما «ليتني ما تكلمت... ليتني ما فعلت...»
- لا يستطيع الفرد على ذلك بناء علاقة اجتماعية قوية وصادقة مع أي إنسان حتى مع أقاربه... فهو يشك في كل شيء...
- يميل المريض عادة إلى إعطاء الأمور حجما يفوق حجمها نتيجة خوف من مراقبة الناس له، وأحيانا يقع في التناقض كما أسلفنا فقد يرى الشيء التافه أمرا في غاية الخطورة ويرى المصاب الجلل تافها

### العلاج
- لا تزال كثير من أمراض النفس البشرية قيد البحث والدراسة ورغم تطور علم النفس الحديث إلا أنه لم يجد الحل النهائي للكثير منها كالرهاب الاجتماعي، ورغم تصنيف الأطباء لهذا النوع من المرض على أنه نزول خفيف أو اكتئاب خفيف يمكن السيطرة عليه خاصة عند البداية إلا أن كثيرا من الدراسات تحذر من تعقد حالة المريض الذي لم يستطع العلاج وتحذر من الإهمال أو التفريط في العلاج.
- العلاج الأنجح هو العلاج السلوكي الذي يبدأ بتصحيح نظرة المريض الخاطئة وأحكامه على نفسه وتصحيح نظرته إلى الناس، وإلى المجتمع، يجب على المريض أن يتحدى خوفه، أن يقتحم العالم الذي يخاف منه بالتدريج، وأيضا للبيئة التي يعيش فيها الفرد دورا رئيسيا في العلاج فهي تمد الفرد بما يحتاجه من شعور نفسي واجتماعي يساعده على استرجاع ثقته بنفسه وتحقيق ذاته، فوجود أشخاص بجانب المريض وتشجيعهم له يعطيه مزيداً من الثقة والقدرة على التحدث والمناقشة وبالتالي يشعر الفرد بالثقة تدريجيا إلى أن يتخلص من ذلك المرض.

وبالرجوع إلى الموضوع أن أهم شيء في مثل حالة الرهاب الاجتماعي أن يساعد الإنسان نفسه ويغير حاله، أن يصحح نظرته إلى الناس وإلى نفسه وأن ينظر إلى نفسه نظرة تقدير لها، من المهم أن يعلم المريض أنه يتوهم ويخاف من أشياء لا مبرر للخوف منها وأنه عندما يقدم على هذه الأشياء لن يحدث له بما يتوهم، أن يكون صادقا مع نفسه ومع الناس، أن يخالف نفسه في أمر الخوف ويكسر حاجز الخوف الذي يمنعه من تحقيق ذاته.